# Форт-Коллінс
Форт-Коллінс (англ. Fort Collins) — місто (англ. city) в США, в окрузі Ларімер штату Колорадо. У 2010 році населення міста становило 143 986 осіб (2010).
Заснований у 1864 році як військовий форпост для захисту від індіанських племен. Місто розміщене біля підніжжя Передового хребта, на віддалі 105 км на північ від Денвера і 72 км на південь від Шаєнна. Площа Форт-Коллінса становить 122 км². Клімат місцевості — напівпустельний. З 1880-х років донині місто є центром сільськогосподарського регіону, в якому вирощується цукровий буряк та ведеться тваринництво. У Форт-Коллінсі розташовані великі виробництва компаній Hewlett-Packard та Eastman Kodak, а також Університет штату Колорадо.

## Географія
Форт-Коллінс розташований за координатами 40°32′54″ пн. ш. 105°3′53″ зх. д. / 40.54833° пн. ш. 105.06472° зх. д. (40.548216, -105.064833).  За даними Бюро перепису населення США в 2010 році місто мало площу 143,83 км², з яких 140,58 км² — суходіл та 3,25 км² — водойми.

### Клімат
| Клімат : Форт-Коллінс   | Клімат : Форт-Коллінс | Клімат : Форт-Коллінс | Клімат : Форт-Коллінс | Клімат : Форт-Коллінс | Клімат : Форт-Коллінс | Клімат : Форт-Коллінс | Клімат : Форт-Коллінс | Клімат : Форт-Коллінс | Клімат : Форт-Коллінс | Клімат : Форт-Коллінс | Клімат : Форт-Коллінс | Клімат : Форт-Коллінс | Клімат : Форт-Коллінс |
| Показник                | Січ.                  | Лют.                  | Бер.                  | Квіт.                 | Трав.                 | Черв.                 | Лип.                  | Серп.                 | Вер.                  | Жовт.                 | Лист.                 | Груд.                 | Рік                   |
| Абсолютний максимум, °C | 22,8                  | 24,4                  | 27,2                  | 31,7                  | 36,1                  | 38,9                  | 39,4                  | 37,8                  | 36,1                  | 31,1                  | 27,2                  | 24,4                  | 39,4                  |
| Середній максимум, °C   | 6,8                   | 8,1                   | 12,6                  | 16,8                  | 21,7                  | 26,9                  | 30,3                  | 28,9                  | 24,4                  | 17,7                  | 10,8                  | 6,0                   | 17,6                  |
| Середній мінімум, °C    | −8,1                  | −6,4                  | −2,4                  | 1,7                   | 6,7                   | 11,2                  | 14,4                  | 13,5                  | 8,4                   | 2,2                   | −3,6                  | −8,2                  | 2,4                   |
| Абсолютний мінімум, °C  | −38,9                 | −40,6                 | −35                   | −23,3                 | −11,1                 | −1,7                  | 2,2                   | 0,0                   | −7,8                  | −22,2                 | −29,4                 | −37,2                 | −40,6                 |
| Норма опадів, мм        | 10                    | 11                    | 41                    | 52                    | 62                    | 55                    | 43                    | 41                    | 34                    | 29                    | 19                    | 13                    | 410                   |
| Днів з опадами          | 4,1                   | 4,9                   | 6,4                   | 8,6                   | 11,2                  | 10,0                  | 9,0                   | 9,4                   | 7,6                   | 6,3                   | 5,2                   | 4,5                   | 87,2                  |
| Днів зі снігом          | 4,4                   | 5,0                   | 5,3                   | 3,1                   | 0,4                   | 0                     | 0                     | 0                     | 0,4                   | 1,4                   | 4,1                   | 4,7                   | 28,8                  |
| ----------------------- | --------------------- | --------------------- | --------------------- | --------------------- | --------------------- | --------------------- | --------------------- | --------------------- | --------------------- | --------------------- | --------------------- | --------------------- | --------------------- |
| Джерело: NOAA           |                       |                       |                       |                       |                       |                       |                       |                       |                       |                       |                       |                       |                       |

## Демографія
Згідно з переписом 2010 року, у місті мешкало 143 986 осіб у 57 829 домогосподарствах у складі 31 148 родин. Густота населення становила 1001 особа/км².  Було 60503 помешкання (421/км²).
Расовий склад населення:
| - 89,0 % — білих - 2,9 % — азіатів - 1,2 % — чорних або афроамериканців - 0,6 % — корінних американців - 0,1 % — вихідців з тихоокеанських островів - 3,0 % — осіб інших рас |

До двох чи більше рас належало 3,1 %. Частка іспаномовних становила 10,1 % від усіх жителів.
За віковим діапазоном населення розподілялося таким чином: 19,9 % — особи молодші 18 років, 71,3 % — особи у віці 18—64 років, 8,8 % — особи у віці 65 років та старші. Медіана віку мешканця становила 29,6 року. На 100 осіб жіночої статі у місті припадало 99,8 чоловіків;  на 100 жінок у віці від 18 років та старших — 98,5 чоловіків також старших 18 років.
Середній дохід на одне домашнє господарство  становив 74 919 доларів США (медіана — 55 647), а середній дохід на одну сім'ю — 97 833 долари (медіана — 78 765). Медіана доходів становила 51 787 доларів для чоловіків та 40 810 доларів для жінок. За межею бідності перебувало 18,6 % осіб, у тому числі 11,1 % дітей у віці до 18 років та 6,6 % осіб у віці 65 років та старших.
Цивільне працевлаштоване населення становило 82 268 осіб. Основні галузі зайнятості: освіта, охорона здоров'я та соціальна допомога — 27,6 %, мистецтво, розваги та відпочинок — 13,3 %, науковці, спеціалісти, менеджери — 12,9 %.

## Відомі люди
- Джонатан Джозеф (Джон) Гідер (*1977) — американський актор і сценарист.